# Hutchens Chew Bishop
Hutchens Chew Bishop (* 1859; † 17. Mai 1937; Savannah, Georgia) war ein Priester der Episkopalkirche, der den größten Teil seiner Wirkungszeit in New York City verbrachte. Er war 47 Jahre lang Rector der St. Philip’s Episcopal Church in Harlem. Die Kirche ist die älteste Black Episcopal-Gemeinde in New York. Die Kirche wurde gegründet von Abolitionisten, die 1819 den Grundstein legten.

## Leben
Bishop wurde in Maryland geboren als Sohn von William Henry Bishop III (1824–1906) und von Elizabeth Chew Bishop († 1886). Seine Familie war eine alteingesessene und respektierte episcopale Familie. Sein Großvater, William Bishop (1802–1870) war einer der zwölf wohlhabendsten Männer in Annapolis. Schon seine Urgroßmutter war eine bekannte Dame in Annapolis. Charity Folks lebte dort zunächst als Sklavin (als Eigentum), wurde später eine Eigentum besitzende „free woman“ (Free People of Color). In Protest and Progress: New York's First Black Episcopal Church Fights Racism schreibt John H. Hewitt:

“For many years his ancestors were prominent in St. James Church in Baltimore. His father and older brothers and sisters were among the upper-class blacks who established the second congregation of black Episcopalians in the city, the Chapel of St. Mary the Virgin, in 1867. [This] became the church of Baltimore's aristocrats of color.”

„Lange Jahre waren seine Vorfahren prominent in der St. James Church in Baltimore. Sein Vater und die älteren Brüder und Schwestern gehörten zu den Upper-Class Blacks, die die zweite Gemeinde von Black Episopalians in der Stadt gründeten, die Kirche St. Mary the Virgin, 1867. [Dieses] wurde die Kirche von Baltimores farbigen Aristokraten.“

Bishop war der erste schwarze Student, dem eine Aufnahme im General Theological Seminary in New York gestattet wurde. Er graduierte 1881 und wurde am 24. April 1882 ordiniert. Danach wurde er zunächst Rector der St. Mark’s Church in Charleston (1883). Hutchens unterschied sich stark von der Mehrheit seiner Amtsbrüder. Der Historiker William M. Welty schreibt, dass Bishop ein Stadtjunge war, aufgewachsen in einem urbanen Umfeld. Er und seine Eltern waren frei gewesen und als der erste schwarze Student im theologischen Seminar war er zusammen mit Weißen ausgebildet worden.
Er heiratete 1885 Estelle Gilliam aus New York, eine Frau aus einer der sozial prominentesten schwarzen Familien und Mitglied der Gemeinde St. Philip's.
Am 1. Januar 1886 wurde er Rector der St. Philip's Church und blieb in dieser Position über die nächsten 47 Jahre, bis 1933.
Sein Sohn, Shelton Hale Bishop (1889–1962), wurde später ebenfalls Rector in St. Philipp's und erwarb sich selbst große eigene Verdienste.
1910 arbeitete Bishop zusammen mit dem prominent Geschäftsmann aus Harlem, John E. Nail, um Gebäude für St. Philip's zu erwerben. Da weiße Verkäufer nur ungern an schwarze Käufer verkauften, nahm Bishop eine weiße Identität an. Insgesamt erwarb er genug Land um das gegenwärtige Gebäude der St. Philip's Church zusammen mit 10 Apartment-Gebäuden zu errichten. Der erste schwarze Architekt, der im Staat New York registriert wurde (eine Lizenz erhielt), Vertner Woodson Tandy, wurde von ihm beauftragt, das neue Kirchengebäude zu entwerfen.

Die Männergruppe der Silent Parade, angeführt von Bishop, W.E.B. Du Bois, James Weldon Johnson und John Nail.

1917 fungierte Bishop als Präsident der historischen Silent Parade, zusammen mit seinem Amtsbruder Reverend Charles D. Martin, der als Sekretär fungierte. St. Philip's diente dabei als Koordinationszentrum. Bishop führte auch die Parade an zusammen mit W.E.B. Du Bois, James Weldon Johnson und John Nail.